# Christuskirche (Eisenerz)

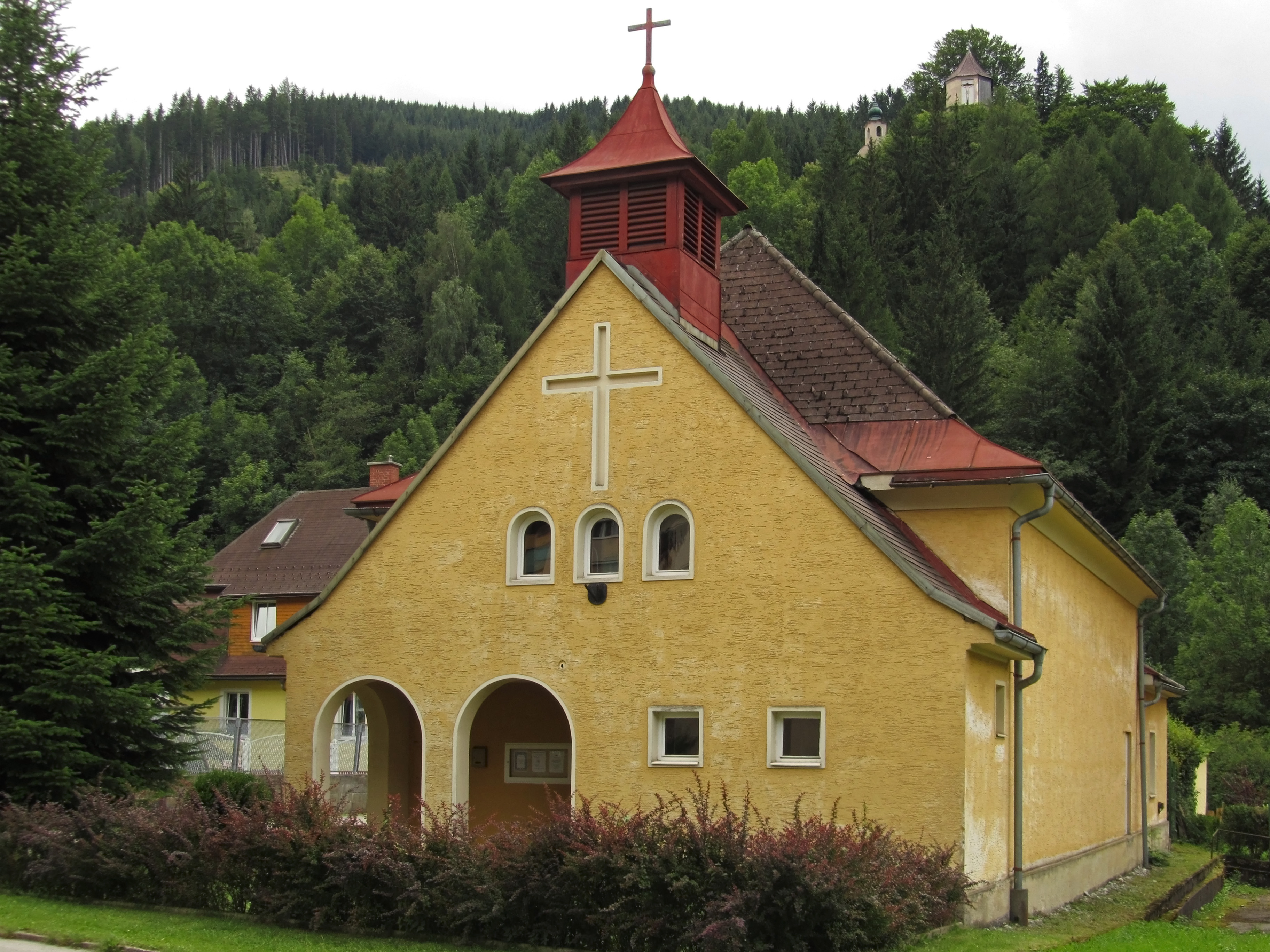
Christuskirche in Eisenerz

Die Christuskirche ist die evangelische Gemeindekirche von Eisenerz im Bezirk Leoben in der Steiermark. Sie gehört der Evangelische Superintendentur A. B. Steiermark an.

## Geschichte
Schon sehr früh hatte sich in Eisenerz eine evangelische Gemeinde herausgebildet, als deren erster Prädikant an der Pfarrkirche St. Oswald 1538 Samuel Kracher genannt ist. 1599 wird Eisenerz als fast gänzlich evangelisch bezeichnet, die evangelische Kapelle wurde damals mit dem Einsetzen der Gegenreformation zerstört. Noch 1761 erfolgten Klagen über das Wirken des Geheimprotestantismus in Eisenerz. Erst mit der Los-von-Rom-Bewegung gewann die evangelische Missionierung wieder an Boden. So wurde 1901 ein erster evangelischer Gottesdienst im Sitzungszimmer des Rathauses abgehalten. 1924 wurde als erster Vikar Oskar Meyer aus Göttingen berufen. Seit 1946 selbständig, hatte die Kirchengemeinde Eisenerz einen starken Zuwachs vor allem durch Vertriebene aus dem Banat und Siebenbürgen zu verzeichnen.

## Kirchenbau
Finanziell gefördert vom Hannoverschen Hauptverein des Gustav-Adolf-Werks konnte die Kirchengemeinde 1936 ein Baugrundstück erwerben und im darauffolgenden Jahr mit dem Bau der Christuskirche nach Plänen des deutschen Architekten Z. von Ernst beginnen; das gleichzeitig geplante Pfarrhaus konnte nicht mehr verwirklicht werden.
Die Christuskirche in Eisenerz wurde als ein einfaches Bauwerk unter großem Walmdach errichtet, dem ein übergiebelter, asymmetrisch angelegter Vorbau mit Glockendachreiter vorgelagert ist. Der in einem nischenartigen Altarraum endende Kirchensaal wurde erst später künstlerisch ausgestattet, so mit den Glasfenstern des auferstandenen Christus, der Geburt Christi und dem Pfingstfest des Eisenerzer Künstlers Egon Machaczek.